# Мариупольский греческий округ
Мариупольский греческий округ — под этим именем были известны г. Мариуполь и 24 колонии греческих выходцев из Крыма и Анатолии, образовавшиеся в 1779—1826 г. в пределах Мариупольского уезда.
Переселение совершилось на основании грамоты императрицы Екатерины II 21 мая 1779 г., с десятилетней льготой от всех повинностей, с дарованием переселенцам суда и расправы «по вольным голосам» и 1 234 475 десятин земли; это количество впоследствии было значительно уменьшено в пользу Мариупольского колонистского округа.
Руководителем греков был крымский митрополит Игнатий (Гозадин). Округ находился в ведении особого Мариупольского греческого судьи, который соединял в себе функции полицейской, судебной и административной власти. С 1852 г. мариупольские греки подчинены действию общих узаконений.
Многие названия колоний напоминают родину колонистов — Крым. Особенностью являются два наречия колонистов — греческое (апла) и тюркское по происхождению, вывезенное из Крыма. Занятия колонистов: земледелие, скотоводство, рыболовство и мелочная торговля.

## Административное деление Мариупольского греческого округа на 1 января 1859 года
- общее число частей — 3
- общее число селений — 24 + несколько хуторов
- центр — окружной город Мариуполь
- список селений:
  - 1-я часть
    - Сартана
    - Чермалик
    - Карань
    - Ласпа
    - Каракуба Большая
    - Бешев
    - Игнатьевка (Дубовка, Курджи)
    - Стыла
    - Волноваха (Бугас)
    - Анадолия (Анатолия)

  - 2-я часть
    - Старый Крым
    - Чердакли
    - Мало-Янисаль
    - Новый Керменчик (Дёрть-Оба)
    - Новая Каракуба (Гончариха)
    - Старый Керменчик
    - Большой Янисаль
    - Камар
    - Богатырь
    - Константинополь
    - Улакла (Джембрек)

  - 3-я часть
    - Мангуш
    - Ялта
    - Урзуф (Зелёная)